# Nedoceratops
Nedoceratops – rodzaj dinozaura z rodziny ceratopsów (Ceratopsidae) żyjącego w późnej kredzie na obszarze dzisiejszej Ameryki Północnej. Jego szczątki odnaleziono w stanie Wyoming w Stanach Zjednoczonych. Nedoceratops ma niepewny status. W opinii niektórych naukowców jest ważnym taksonem. Według innych jest młodszym synonimem Triceratops.

## Morfologia
Nedoceratops był dużym przedstawicielem ceratopsów. Autapomorfie to: róg nosowy niemal zupełnie nieodróżnialny od kości nosowej, rogi nadoczne zwrócone do góry (pod kątem prostym do linii zębów) oraz bardzo małe okna w kości ciemieniowej.

## Historia odkryć
Nedoceratops jest znany wyłącznie z jednej słabo zachowanej czaszki o długości 1,8 m. Opis nedoceratopsa był zawarty w dotyczącym ceratopsów magnum opus Othniela Charlesa Marsha, jednak Marsh zmarł w 1899, nie ukończywszy dzieła. Pracę nad monografią przejął jego asystent John Bell Hatcher, jednak zmarł na tyfus w 1904, pozostawiając publikację nieukończoną. Richard Swann Lull ostatecznie stwierdził, że czaszka nie należała do przedstawiciela rodzaju Triceratops – co zakładali Marsh i Hatcher – i opisał zwierzę pod nazwą Diceratops hatcheri. Nazwę Diceratops („dwurogie oblicze”) nosił już jednak rodzaj owadów z rzędu błonkoskrzydłych, więc dinozaur został przemianowany na Nedoceratops przez Ukrainskiego w 2007. Nie wiedząc o tym, Octávio Mateus przemianował Diceratops na Diceratus. Nazwa Diceratus jest młodszym synonimem Nedoceratops. Przyrostek недо- (niedo-) po rosyjsku oznacza „niewystarczalność”.